# Crystal Island
Crystal Island (česky Křišťálový ostrov,rusky Хрустальный Остров) byla stavba navržená architektem Normanem Fosterem, která byla po vyprojektováni nabídnuta Moskvě. Podle projektu měla mít celkovou podlahovou plochu dva a půl milionu metrů čtverečních a dosahovat výšky 450 metrů. Svým tvarem měla připomínat květ leknínu. Byla projektována v ekologickém stylu – stejně jako většina prací Normana Fostera. V zimě měla mít jen minimální ztráty tepla a v létě zase měla být schopna udržet uvnitř chladný vzduch. Měla sloužit jako výstaviště, hotel a škola pro cizí studenty. Elektřinu měly zajišťovat solární články a větrné elektrárny.

## Historie projektu
Dne 14. prosince 2007 byl na zasedání Veřejné rady (Общественного совета) při primátorovi Moskvy schválen návrh na umístění „Křišťálového ostrova“ v Nagatinské záplavové oblasti. Komplex měl být postaven do roku 2014. Vedle nové čtvrti měla být otevřena další stanice metra mezi ulicemi Avtozavodskaja a Kolomenskaja.
Stavba vyvolala kontroverzní názory. Jedním z důvodu proti stavbě bylo nevhodné umístění do historické zástavby nebo nepříznivá ekologická situace v místě zástavby. Po odstoupení Jurije Lužkova z funkce starosty Moskvy bylo od projektu upuštěno. Na Naginské náplavce byla schválena výstavba zábavního parku „Ostrov snů“, který byl otevřen v roce 2020.

## Architektura
Stavba měla mít širokou základnu v podobě obrácené květiny s 12 okvětními lístky o průměru 400 m, která plynule měla přejít do věže se sítovým designem. Prosklená část základny o ploše 243 m² měla dosahovat výšky 150 m a nad ní měla být 300 m vysoká kovová konstrukce věže. Celková zastavěna plocha měla být 90 ha, z toho 43 ha bylo určeno jako veřejná plocha a 53 ha jako parková zóna. Ve středu stavby po obvodě arény na ploše 500 m² měly být hotely s 3000 pokoji s obytnou plochou 300 tisíc m², v podzemí měla být parkoviště na ploše 1400 m² s celkovou parkovací plochou 423 tis. m². V obytném komplexu nad hotely v šesti patrech o 3–4 podlažích mělo být 900 luxusních bytů, sportovní komplex s plochou 250 tis. m², divadelní sál, kino, mezinárodní škola s kapacitou 500 míst, vlastní muzeum a zábavní část s obchody na ploše 250 tis. m².